# Nicolas Maréchal
Nicolas Maréchal (Sainte-Catherine-lès-Arras, 4 de março de 1987) é um voleibolista indoor profissional francês que atua na posição de ponteiro.

## Carreira
Nicolas Maréchal é membro da seleção francesa de voleibol masculino. Em 2016, representou seu país nos Jogos Olímpicos de Verão no Rio de Janeiro, que ficou em 9º lugar.

## Títulos
- Taça Challenge: 1

2017-18
- Campeonato Francês: 1

2010-11
- Copa da Polônia: 1

2015-16
- Supercopa Polonesa: 1

2014